# Base Presidente Eduardo Frei Montalva

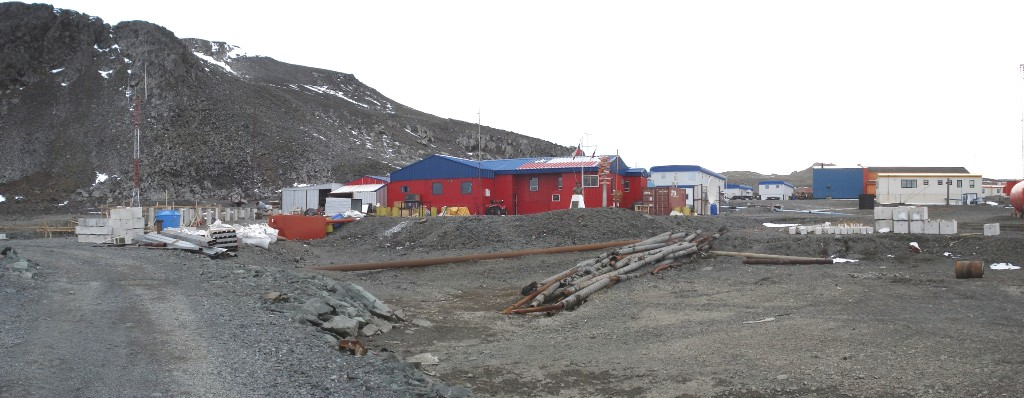
A base

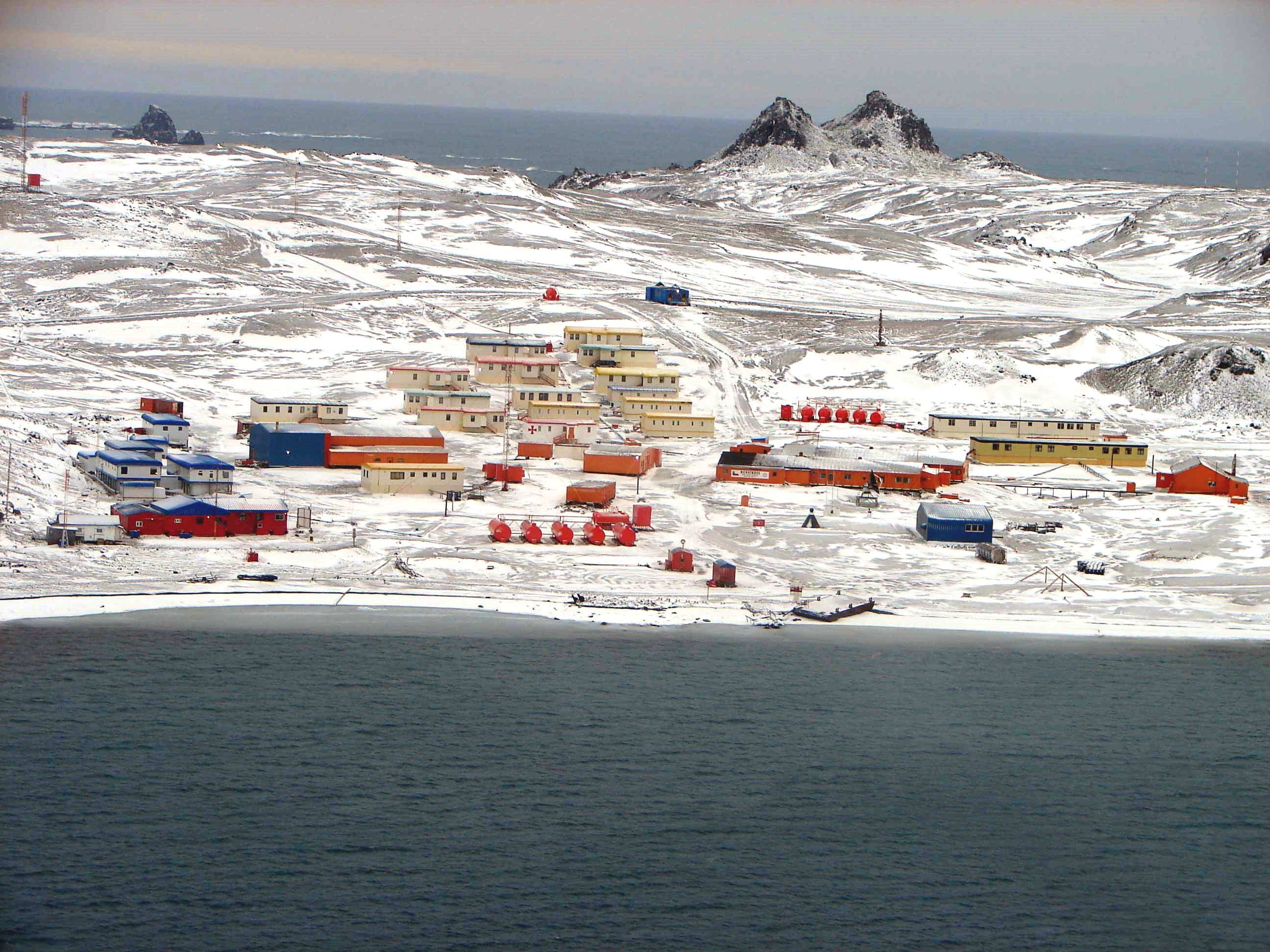
A base

A Base Presidente Eduardo Frei Montalva é conhecida como a mais importante base antárctica do Chile.

Está localizado na Ilha do Rei George, nas Ilhas Shetland do Sul.